# ماسیمو تازر
ماسیمو تازر (انگلیسی: Massimo Tazzer؛ زادهٔ ۲۸ مهٔ ۱۹۹۹) بازیکن فوتبال اهل ایتالیا است.